# 지포스 RTX 50 시리즈
지포스 RTX 50 시리즈(GeForce RTX 50 series)는 RTX 40 시리즈의 뒤를 이어 엔비디아가 지포스 그래픽 카드 라인의 일부로 개발, 출시된 소비자 그래픽 처리 장치 시리즈이다. CES 2025에서 발표된 이 제품은 2025년 1월 30일 RTX 5080 및 RTX 5090 출시와 함께 데뷔했다. 하드웨어 가속의 실시간 레이 트레이싱을 위한 4세대 RT 코어와 5세대 딥 러닝 중심 텐서 코어를 갖춘 엔비디아의 블랙웰 아키텍처를 기반으로 한다. GPU는 TSMC에서 맞춤형 4N 공정 노드로 제조된다.

## 배경
2024년 3월, 엔비디아는 데이터센터 제품을 위한 블랙웰 아키텍처를 발표했다. 암페어와 마찬가지로 블랙웰은 소비자용 에이다 러브레이스와 데이터센터용 호퍼와 같이 동시에 출시된 별도의 아키텍처가 아닌 소비자용과 데이터센터 제품 간에 공유되는 아키텍처이다.
2024년 12월 게임 어워즈에서 위처 IV의 시네마틱 예고편이 공개되었는데, 이는 "발표되지 않은 엔비디아 지포스 RTX GPU"에서 사전 렌더링되었다. 이는 곧 출시될 지포스 50 시리즈 GPU로 추정되었다. RTX 50 시리즈 발표 후, 엔비디아는 예고편이 "지포스 RTX 5090에서 언리얼 엔진 5에서 사전 렌더링"되었다고 확인했다. 같은 달 말에 엔비디아가 도널드 트럼프가 재선 캠페인에서 약속했던 10% 수입 관세와 중국 수입품에 대한 60% 관세로 인해 미국 창고에 지포스 50 시리즈 장치를 비축하기 시작했다고 보도되었다.

### 발표

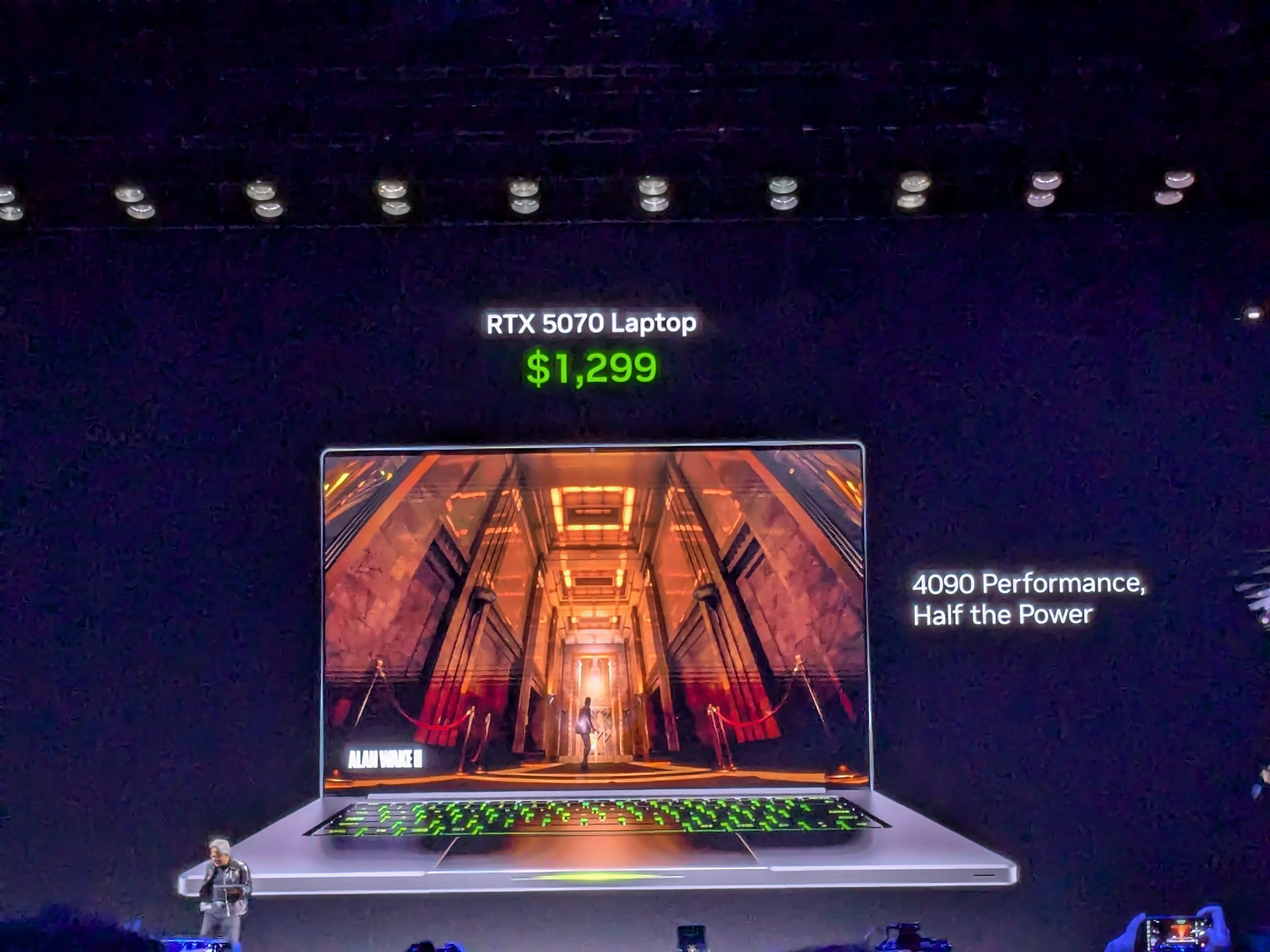
엔비디아 CEO 젠슨 황이 CES 2025에서 RTX 5070 노트북을 발표하고 있다

2025년 1월 6일, 지포스 RTX 50 시리즈는 라스베이거스에서 열린 엔비디아의 CES 기조연설에서 데스크톱 및 모바일 장치 모두에 대해 공식적으로 발표되었다. RTX 5080의 999달러 가격 발표는 예상되는 가격 인상에도 불구하고 1년 전에 출시된 RTX 4080 Super와 동일한 가격으로 책정되어 놀라움을 자아냈다. 엔비디아 CEO 젠슨 황은 RTX 5070이 순수 성능보다는 DLSS 4 업스케일링 및 멀티 프레임 생성에 크게 의존함에도 불구하고 "549달러에 RTX 4090 성능"에 도달할 수 있다고 잘못 주장했다.

## 특징

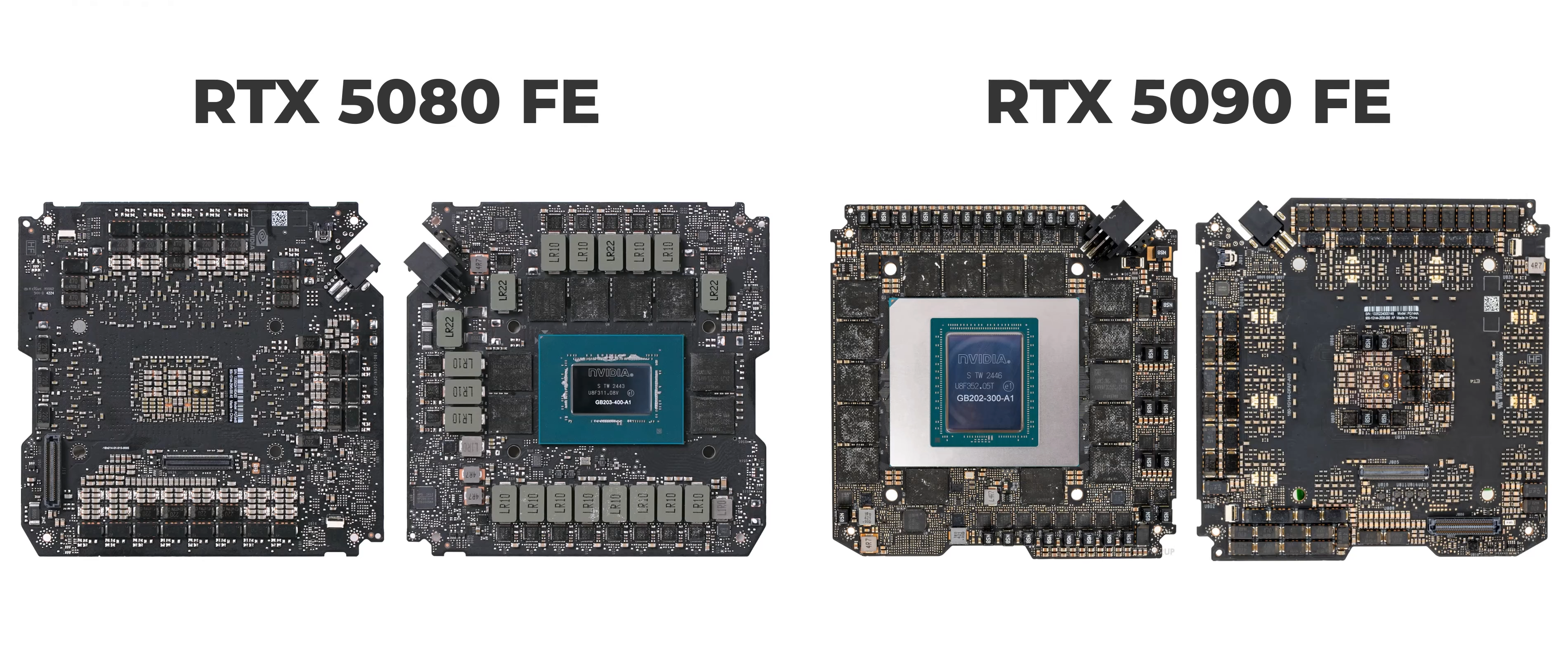
RTX 5080 및 5090의 인쇄 회로 기판(상단 및 하단 뷰)

- 최대 21,760개의 CUDA 코어
- 최대 32 GB의 GDDR7 VRAM
- PCIe 5.0 인터페이스
- DisplayPort 2.1b 및 HDMI 2.1a 디스플레이 커넥터

### 블랙웰 아키텍처
지포스 RTX 50 시리즈는 블랙웰 마이크로아키텍처로 구동되며, 에이다 러브레이스의 고성능 그래픽 주파수 및 대형 L2 캐시 강조를 이어간다. 블랙웰 아키텍처는 하드웨어 가속 실시간 레이 트레이싱을 위한 Nvidia RTX의 4세대 RT 코어와 AI 컴퓨팅 및 부동소수점 계산 수행을 위한 5세대 텐서 코어를 도입한다.

### GDDR7
| 버스 폭 | 이론적 대역폭 (GB/s) | 이론적 대역폭 (GB/s) | 이론적 대역폭 (GB/s) |
| 버스 폭 | GDDR6X (21 Gbps)     | GDDR7 (28 Gbps)      | GDDR7 (32 Gbps)      |
| ------- | -------------------- | -------------------- | -------------------- |
| 256비트 | 672                  | 896                  | 1,024                |
| 384비트 | 1,008                | 1,344                | 1,536                |
| 512비트 | 1,344                | 1,792                | 2,048                |

RTX 50 시리즈 GPU는 지포스 40 시리즈에서 사용된 GDDR6 및 GDDR6X 메모리에 비해 동일한 버스 폭에서 더 큰 메모리 대역폭을 제공하는 GDDR7 비디오 메모리를 탑재한 최초의 소비자 GPU이다. RTX 50 시리즈 데스크톱 GPU는 SK 하이닉스와 마이크론 모듈보다 일찍 검증이 가능했기 때문에 삼성전자의 GDDR7 모듈을 사용한다.

### 12V-2×6 커넥터
지포스 RTX 50 시리즈는 지포스 40 시리즈에 탑재된 12VHPWR 커넥터의 개정판인 16핀 12V-2×6 커넥터를 사용한다. 일부 RTX 4090 GPU에서 커넥터가 제대로 삽입되지 않고 충분히 높은 안전 및 오류 허용 오차를 구현하지 않은 커넥터 설계 결함으로 인해 12VHPWR 커넥터가 녹는 문제가 있었다. 2023년 7월에 PCI-SIG에서 발표한 12V-2×6 커넥터 개정판은 4개의 감지 핀을 짧게 하여 커넥터가 완전히 삽입되지 않으면 전원을 공급하지 않도록 함으로써 이 문제를 해결했다. 12VHPWR 설계는 감지 핀이 완전히 접촉되지 않아도 최대 150W의 전력을 소비했다. 12V-2×6은 기존 12VHPWR 케이블 및 어댑터와 하위 호환된다.
엔비디아는 AIB 파트너들에게 모든 RTX 50 시리즈 설계에 16핀 12V-2×6 커넥터를 사용하도록 지시했다. 지포스 40 시리즈에서는 12VHPWR 커넥터가 RTX 4070 Super, RTX 4070 Ti, RTX 4070 Ti Super, RTX 4080, RTX 4080 Super, RTX 4090과 같은 고전력 카드에만 의무화되었지만, RTX 4060, RTX 4060 Ti 및 RTX 4070 AIB 설계는 8핀 PCIe 커넥터를 사용할 수 있었다. 600W를 처리할 수 있는 12VHPWR 커넥터는 200W 미만의 카드에는 필요하지 않았을 것이다.

### DLSS 4
4세대 딥 러닝 슈퍼 샘플링 (DLSS)은 RTX 50 시리즈와 함께 공개되었다. DLSS 4 업스케일링은 이전 합성곱 신경망 (CNN) 모델에 비해 고스팅 감소 및 움직임에서의 이미지 안정성 향상과 함께 향상된 이미지 품질을 위해 새로운 비전 트랜스포머 기반 모델을 사용한다. DLSS 4는 또한 단일 전통적으로 렌더링된 프레임 기반으로 더 많은 프레임을 생성하고 보간할 수 있다. 멀티 프레임 생성이라고 하는 이 프레임 생성 방식은 RTX 50 시리즈 전용이며, 지포스 40 시리즈는 전통적으로 렌더링된 프레임당 하나의 보간된 프레임으로 제한된다. 엔비디아는 DLSS 4의 프레임 생성 모델이 비디오 메모리를 30% 적게 사용하며, 프레임 생성이 활성화된 4K 해상도에서 Warhammer 40,000: Darktide 예시에서는 메모리를 400 MB 적게 사용한다고 주장한다. 엔비디아는 앨런 웨이크 2, 사이버펑크 2077, 인디아나 존스 앤 더 그레이트 서클, 스타 워즈 아웃로를 포함한 75개 타이틀이 출시 시점에 DLSS 4 멀티 프레임 생성을 통합할 것이라고 주장한다.
|                   | RTX 20 시리즈 | RTX 30 시리즈 | RTX 40 시리즈 | 지포스 RTX 50 시리즈 |
| ----------------- | ------------- | ------------- | ------------- | -------------------- |
| 트랜스포머 모델   | Yes           | Yes           | Yes           | Yes                  |
| 2배 프레임 생성   | No            | No            | Yes           | Yes                  |
| 3–4배 프레임 생성 | No            | No            | No            | Yes                  |

### 미디어 엔진 및 I/O
RTX 50 시리즈에는 고해상도 및 높은 주사율 디스플레이를 지원하기 위해 더 높은 디스플레이 출력 데이터 전송 속도를 제공하는 DisplayPort 2.1b UHBR20 (80Gbps)이 포함된다. 지포스 40 시리즈는 경쟁 라데온 RX 7000 시리즈가 DisplayPort 2.1 UHBR13.5 (54Gbps)를 포함한 반면 DisplayPort 1.4a (32Gbps)만 포함하여 비판을 받았다. CES 2025에서 VESA는 새로운 DP80LL ("low loss") UHBR20 액티브 케이블 표준에 대해 엔비디아와 협력한다고 발표했다. DP80LL은 수동 DP80 케이블이 신호 무결성 문제로 인해 길이가 제한되기 때문에 최대 3미터 길이의 80Gbps DisplayPort 2.1 케이블을 허용한다.
RTX 50 시리즈는 9세대 NVENC 인코더와 6세대 NVDEC 비디오 디코더를 도입한다. 소비자 지포스 GPU에서 처음으로 전문가 수준의 더 높은 색 심도를 위해 4:2:2 색상 형식으로 비디오를 인코딩 및 디코딩하는 지원이 추가되었다.
|             | NVENC 인코더 | NVDEC 디코더 |
| ----------- | ------------ | ------------ |
| RTX 5070    | 1            | 1            |
| RTX 5070 Ti | 2            | 1            |
| RTX 5080    | 2            | 2            |
| RTX 5090    | 3            | 2            |

## 제품

### 데스크톱

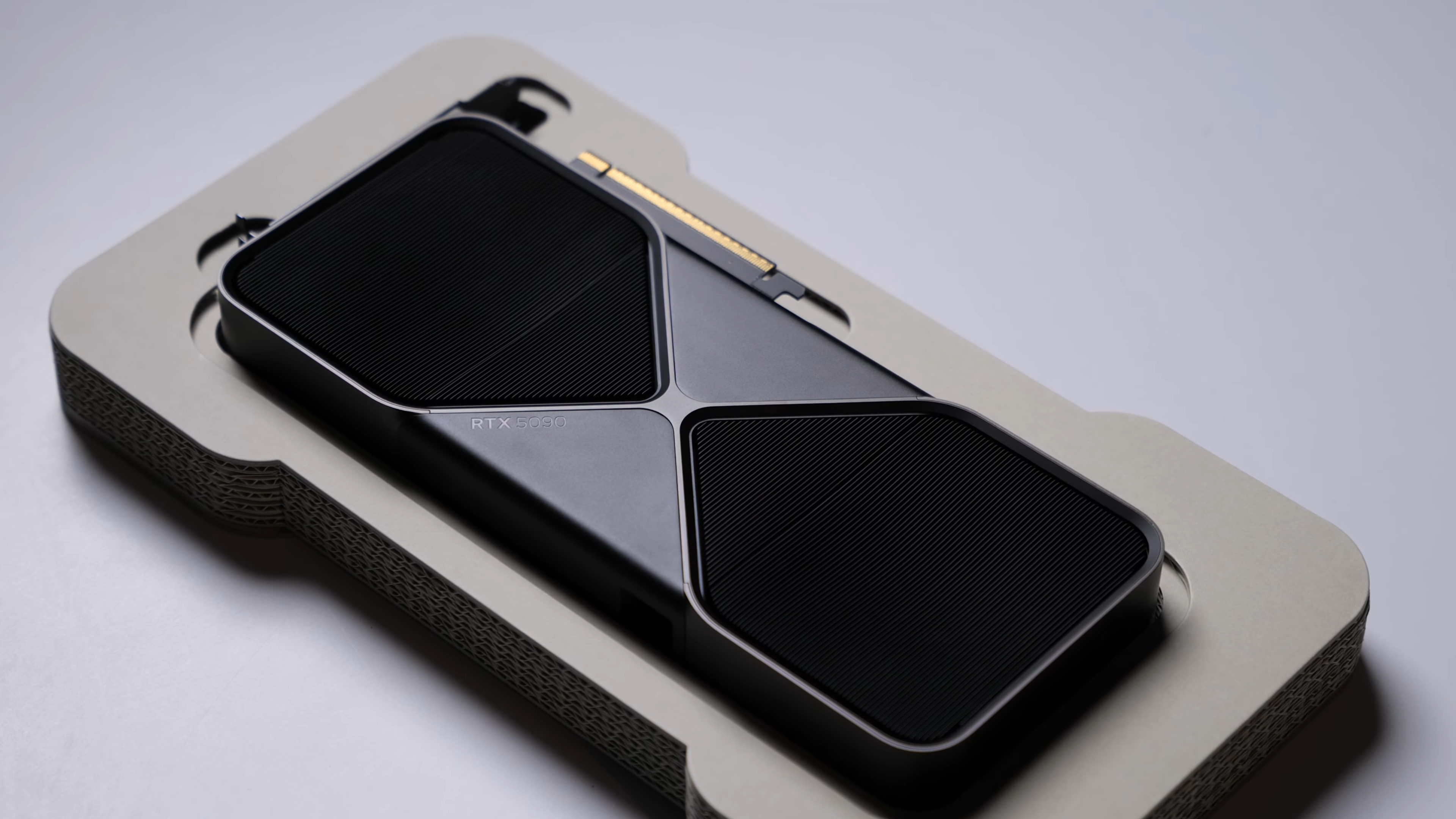
RTX 5090 파운더스 에디션

지포스 RTX 50 시리즈 데스크톱 GPU는 PCIe 5.0 인터페이스를 활용하는 두 번째 소비자 GPU이며 GDDR7 비디오 메모리를 탑재한 최초의 GPU이다. TSMC에서 맞춤형 5 nm 공정인 4N을 사용하여 제조된다.
| 지포스 RTX            | 지포스 RTX                      | 5060                                | 5060 Ti                             | 5070                                | 5070 Ti                             | 5080                                | 5090                                |
| --------------------- | ------------------------------- | ----------------------------------- | ----------------------------------- | ----------------------------------- | ----------------------------------- | ----------------------------------- | ----------------------------------- |
| 출시일                | 출시일                          | 2025년 5월 19일                     | 2025년 4월 16일                     | 2025년 3월 5일                      | 2025년 2월 20일                     | 2025년 1월 30일                     | 2025년 1월 30일                     |
| 출시 MSRP (USD)       | 출시 MSRP (USD)                 | 299                                 | 379 (8GB) 429 (16GB)                | 549                                 | 749                                 | 999                                 | 1,999                               |
| GPU 다이              | GPU 다이                        | GB206-250                           | GB206-300                           | GB205-300                           | GB203-300                           | GB203-400                           | GB202-300                           |
| 트랜지스터 (10억)     | 트랜지스터 (10억)               | 21.9                                | 21.9                                | 31.1                                | 45.6                                | 45.6                                | 92.2                                |
| 다이 크기             | 다이 크기                       | 181 mm2                             | 181 mm2                             | 263 mm2                             | 378 mm2                             | 378 mm2                             | 750 mm2                             |
| 코어                  | CUDA 코어                       | 3,840                               | 4,608                               | 6,144                               | 8,960                               | 10,752                              | 21,760                              |
| 코어                  | 텍스처 매핑 유닛                | 120                                 | 144                                 | 192                                 | 280                                 | 336                                 | 680                                 |
| 코어                  | 렌더 출력 장치                  | 48                                  | 48                                  | 80                                  | 96                                  | 112                                 | 176                                 |
| 코어                  | 레이 트레이싱 코어              | 30                                  | 36                                  | 48                                  | 70                                  | 84                                  | 170                                 |
| 코어                  | 텐서 코어                       | 120                                 | 144                                 | 192                                 | 280                                 | 336                                 | 680                                 |
| 코어                  | 클럭 속도 (GHz) 부스트 값 (GHz) | 2.28 2.50                           | 2.41 2.57                           | 2.16 2.51                           | 2.30 2.45                           | 2.30 2.62                           | 2.01 2.41                           |
| 스트리밍 멀티프로세서 | 스트리밍 멀티프로세서           | 30                                  | 36                                  | 48                                  | 70                                  | 84                                  | 170                                 |
| 캐시                  | L1                              | 3.75 MB                             | 4.5 MB                              | 6 MB                                | 8.75 MB                             | 10 MB                               | 21.25 MB                            |
| 캐시                  | L2                              | 32 MB                               | 32 MB                               | 48 MB                               | 48 MB                               | 64 MB                               | 96 MB                               |
| 메모리                | 유형                            | GDDR7                               | GDDR7                               | GDDR7                               | GDDR7                               | GDDR7                               | GDDR7                               |
| 메모리                | 크기                            | 8 GB                                | 8 GB 16 GB                          | 12 GB                               | 16 GB                               | 16 GB                               | 32 GB                               |
| 메모리                | 클럭 (Gb/s)                     | 28                                  | 28                                  | 28                                  | 28                                  | 30                                  | 28                                  |
| 메모리                | 대역폭 (GB/s)                   | 448                                 | 448                                 | 672                                 | 896                                 | 960                                 | 1792                                |
| 메모리                | 버스 폭                         | 128비트                             | 128비트                             | 192비트                             | 256비트                             | 256비트                             | 512비트                             |
| 필레이트              | 픽셀 (Gpx/s)                    | 119.9                               | 123.5                               | 201.0                               | 235.4                               | 293.1                               | 423.6                               |
| 필레이트              | 텍스처 (Gtex/s)                 | 299.6                               | 370.4                               | 482.3                               | 686.6                               | 879.3                               | 1637                                |
| 처리 성능 (TFLOPS)    | FP16/FP32                       | 19.2                                | 23.7                                | 30.8                                | 43.9                                | 56.3                                | 104.9                               |
| 처리 성능 (TFLOPS)    | FP64                            | 0.30                                | 0.37                                | 0.48                                | 0.69                                | 0.88                                | 1.64                                |
| 처리 성능 (TFLOPS)    | 텐서 컴퓨팅 [스파스]            |                                     |                                     | 123.9 [247.8]                       | 177.4 [354.8]                       | 225.1 [450.2]                       | 419.2 [838.4]                       |
| 인터페이스            | 호스트                          | PCIe 5.0 x8                         | PCIe 5.0 x8                         | PCIe 5.0 x16                        | PCIe 5.0 x16                        | PCIe 5.0 x16                        | PCIe 5.0 x16                        |
| 인터페이스            | 전원                            | 1× 8핀                              | 1× 8핀                              | 1× 12V-2x6                          | 1× 12V-2x6                          | 1× 12V-2x6                          | 1× 12V-2x6                          |
| 인터페이스            | 디스플레이                      | 1× HDMI 2.1b 및 3× DisplayPort 2.1b | 1× HDMI 2.1b 및 3× DisplayPort 2.1b | 1× HDMI 2.1b 및 3× DisplayPort 2.1b | 1× HDMI 2.1b 및 3× DisplayPort 2.1b | 1× HDMI 2.1b 및 3× DisplayPort 2.1b | 1× HDMI 2.1b 및 3× DisplayPort 2.1b |
| TDP                   | TDP                             | 145 W                               | 180 W                               | 250 W                               | 300 W                               | 360 W                               | 575 W                               |

1. ↑  픽셀 필레이트는 렌더 출력 장치(ROP)의 수에 기본(또는 부스트) 코어 클럭 속도를 곱하여 계산된다.
2. ↑  텍스처 필레이트는 텍스처 매핑 유닛(TMU)의 수에 기본(또는 부스트) 코어 클럭 속도를 곱하여 계산된다.

### 모바일
지포스 RTX 50 시리즈 노트북 GPU를 탑재한 노트북이 CES 2025에서 전시되었다. RTX 50 시리즈 GPU가 탑재된 노트북은 인텔의 애로우 레이크-HX 및 AMD의 스트릭스 포인트 및 파이어 레인지 CPU와 함께 사용되었다. 엔비디아는 블랙웰 아키텍처의 새로운 Max-Q 기능이 지포스 40 시리즈 노트북보다 배터리 수명을 최대 40%까지 늘릴 수 있다고 주장한다. 예를 들어, Advanced Power Gating은 사용되지 않는 GPU 영역을 꺼서 전력을 절약하고, 페어링된 GDDR7 메모리는 "울트라" 저전압 상태로 실행될 수 있다. 초기 RTX 50 시리즈 노트북은 2025년 3월에 1,299달러부터 시작하여 출시될 예정이다.
| 지포스 RTX            | 지포스 RTX                      | 5060 노트북  | 5070 노트북  | 5070 Ti 노트북 | 5080 노트북  | 5090 노트북  |
| --------------------- | ------------------------------- | ------------ | ------------ | -------------- | ------------ | ------------ |
| 출시일                | 출시일                          | 2025년 5월   | 2025년 4월   | 2025년 3월     | 2025년 3월   | 2025년 3월   |
| GPU 다이              | GPU 다이                        |              | GB206-300    | GB205-200      | GB203-400    | GB203-400    |
| 트랜지스터 (10억)     | 트랜지스터 (10억)               |              | 21.9         | 31.1           | 45.6         | 45.6         |
| 다이 크기             | 다이 크기                       |              | 181 mm2      | 263 mm2        | 378 mm2      | 378 mm2      |
| 코어                  | CUDA 코어                       | 3,328        | 4,608        | 5,888          | 7,680        | 10,496       |
| 코어                  | 텍스처 매핑 유닛                |              | 144          | 184            | 240          | 328          |
| 코어                  | 렌더 출력 장치                  |              | 48           | 64             | 96           | 112          |
| 코어                  | 레이 트레이싱 코어              |              | 36           | 46             | 60           | 82           |
| 코어                  | 텐서 코어                       |              | 144          | 184            | 240          | 328          |
| 코어                  | 클럭 속도 (GHz) 부스트 값 (GHz) |              |              |                |              |              |
| 스트리밍 멀티프로세서 | 스트리밍 멀티프로세서           |              | 36           | 46             | 60           | 82           |
| 캐시                  | L1                              |              | 4.5 MB       | 5.75 MB        | 7.5 MB       | 10.5 MB      |
| 캐시                  | L2                              |              | 32 MB        | 48 MB          | 64 MB        | 64 MB        |
| 메모리                | 유형                            | GDDR7        | GDDR7        | GDDR7          | GDDR7        | GDDR7        |
| 메모리                | 크기                            | 8 GB         | 8 GB         | 12 GB          | 16 GB        | 24 GB        |
| 메모리                | 클럭 (Gb/s)                     |              | 25.4         | 25.4           | 25.4         | 25.4         |
| 메모리                | 대역폭 (GB/s)                   |              | 405.8        | 608.6          | 811.5        | 811.5        |
| 메모리                | 버스 폭                         | 128비트      | 128비트      | 192비트        | 256비트      | 256비트      |
| 필레이트              | 픽셀 (Gpx/s)                    |              |              |                |              |              |
| 필레이트              | 텍스처 (Gtex/s)                 |              |              |                |              |              |
| 처리 성능 (TFLOPS)    | FP16/FP32                       |              |              |                |              |              |
| 처리 성능 (TFLOPS)    | FP64                            |              |              |                |              |              |
| 처리 성능 (TFLOPS)    | 텐서 컴퓨팅 [스파스]            |              |              |                |              |              |
| 인터페이스            | 호스트                          | PCIe 5.0 x16 | PCIe 5.0 x16 | PCIe 5.0 x16   | PCIe 5.0 x16 | PCIe 5.0 x16 |
| TDP                   | TDP                             | 45-100 W     | 50-100 W     | 60-115 W       | 80-150 W     | 95-150 W     |

1. ↑  픽셀 필레이트는 렌더 출력 장치(ROP)의 수에 기본(또는 부스트) 코어 클럭 속도를 곱하여 계산된다.
2. ↑  텍스처 필레이트는 텍스처 매핑 유닛(TMU)의 수에 기본(또는 부스트) 코어 클럭 속도를 곱하여 계산된다.

## 논란

### RTX 5090 파운더스 에디션 12V-2x6 전원 커넥터 문제
RTX 5090 파운더스 에디션(FE)에 사용된 12V-2x6 커넥터는 커넥터가 녹아 화재가 발생할 수 있는 설계 결함으로 인해 비판을 받고 있다. 이 결함은 잠재적으로 과열, 녹음 및 화재를 유발할 수 있다. 이러한 결함은 현재 RTX 5090 FE에만 존재하며 RTX 40 시리즈에서 보인 고장과 유사하다.

### 가용성 및 가격
RTX 5090, 5080 및 5070 Ti의 출시는 심각한 가용성 문제와 MSRP보다 훨씬 높은 가격으로 얼룩졌다.

### CUDA, OpenCL 및 PhysX 32비트 지원 제거
지포스 RTX 50 시리즈에서 32비트 PhysX, OpenCL 및 CUDA 애플리케이션에 대한 지원이 중단되었으며, 이는 수많은 게임 커뮤니티로부터 부정적인 반응을 일으켰다.

### 불완전한 다이/누락된 ROP
특정 RTX 5090/5090D, 5080 및 5070 Ti 카드에서 8개의 렌더 출력 장치 (ROP)가 누락된 것으로 확인되어 그래픽 성능이 저하되었지만 순수 컴퓨팅 및 AI 작업 부하는 영향을 받지 않았다. 언론에 대한 성명에서 엔비디아는 이 문제를 확인하고 해당 카드 중 0.5% 미만이 영향을 받았으며 "생산 이상"이 수정되었다고 주장했다.

### 검은 화면 문제
일부 RTX 5080 및 5090 사용자들은 엔비디아 드라이버 설치 후 시스템이 검은 화면으로 부팅되는 문제를 보고했다. 엔비디아는 이 문제를 확인하고 새로운 드라이버 업데이트가 아직 VBIOS 업데이트를 받지 않은 사용자에게 문제를 해결할 것이라고 밝혔다. 2025년 2월 27일에 출시된 엔비디아 드라이버 버전 572.60은 이 문제를 해결했다고 주장한다. 엔비디아는 이후 이 문제에 대한 추가적인 수정 사항을 포함하는 여러 개의 핫픽스 및 게임 레디 드라이버를 출시했다.

### 572 및 576 Windows 드라이버 분기 품질 및 안정성
미디어 매체들은 이전 세대 엔비디아 GPU인 RTX 30 및 RTX 40 시리즈에 영향을 미치는 572.XX 및 576.XX Windows 드라이버 분기(RTX 50 시리즈용으로 출시됨)의 품질 및 안정성에 대해 불만을 제기했다.

### 불확실한 RTX 5060 Ti 8GB 및 RTX 5060 리뷰 상황
엔비디아는 RTX 5060 Ti 8GB 카드를 리뷰어에게 제공하지 않기로 결정했으며, 특정 파트너들도 그렇게 하지 못하도록 막았다. 또한 회사는 2025년 4월 16일에 리뷰어가 공식적으로 카드를 구할 수 있기 전에 리뷰 엠바고가 해제되면서 RTX 5060의 리뷰를 불확실하게 남겨두었다.

### DLSS 4 멀티 프레임 생성 비판
기술 언론은 지포스 RTX 50 세대의 성능 주장에 대한 엔비디아의 의심스러운 마케팅에 대해 매우 비판적이었다. 예를 들어, 엔비디아는 RTX 5070이 RTX 4090만큼 빠르다고 주장하지만, 이는 DLSS 4 멀티 프레임 생성이 활성화된 경우에만 해당된다. 하지만 이 기술은 비용이 발생한다. 프레임 속도를 향상시킬 수는 있지만 지연 시간은 개선할 수 없으며, 기본 프레임 속도가 리뷰어마다 40에서 60 사이로 다른 특정 숫자보다 낮으면 더 높은 프레임 속도가 표시되더라도 게임이 더 잘 실행되지 않는다. 엔비디아는 심지어 RTX 5060 Ti가 지포스 1060보다 최대 50배 빠르다고 주장했는데, 이는 부분적으로만 사실이다.

## 평가

### RTX 5090

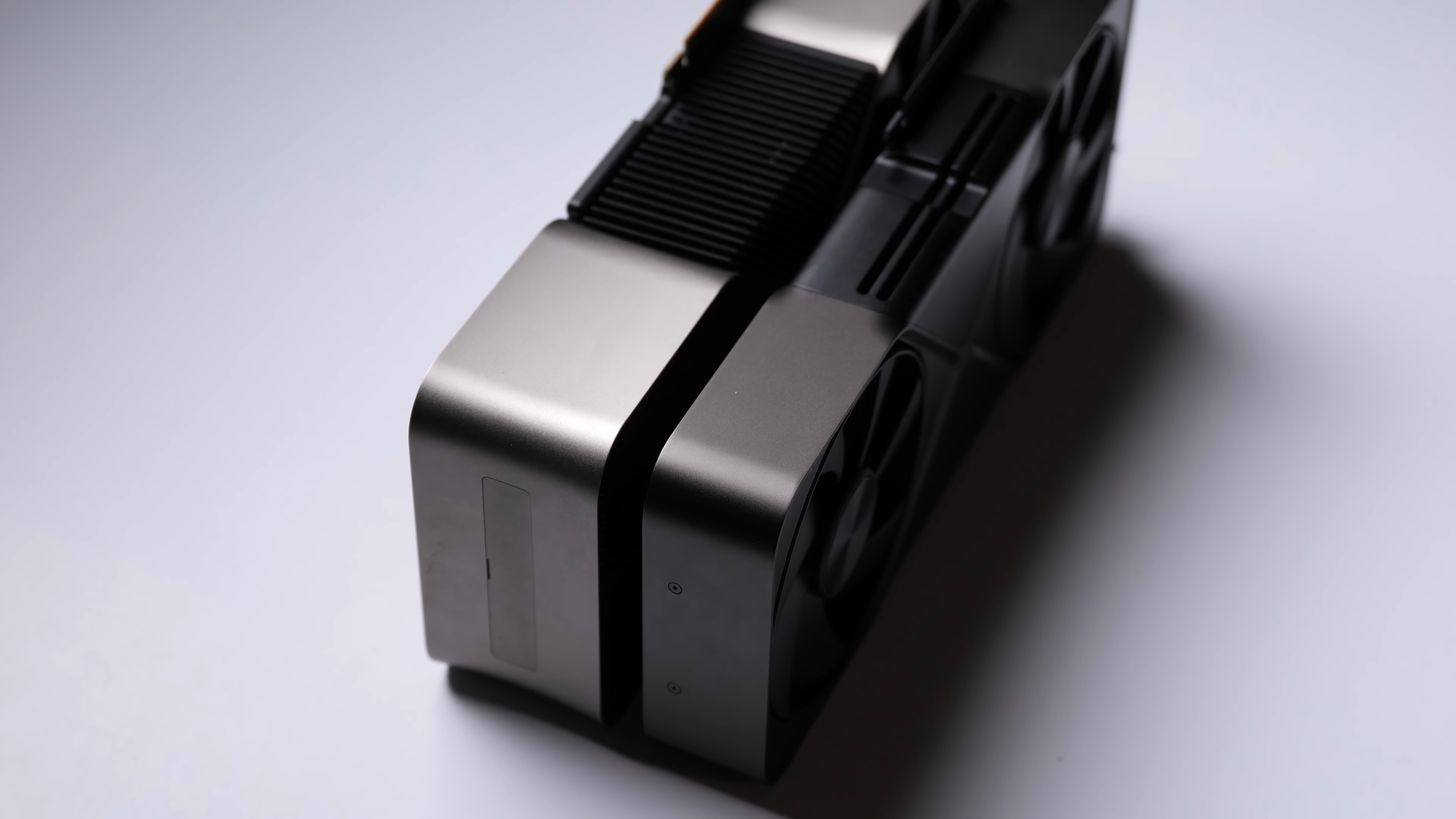
RTX 5090 FE(오른쪽)와 이전 모델인 RTX 4090 FE(왼쪽)의 크기 비교

RTX 5090은 AI에 대한 과도한 의존성을 지적하며 RTX 4090(정격 450W)보다 125W 더 많은 전력을 요구하고 MSRP 1599달러였던 RTX 4090보다 훨씬 비싼 1999달러라는 가격으로 인해 일반적으로 미온적인 반응을 받았다. 많은 리뷰어들은 DLSS 4의 멀티 프레임 생성이 게임을 플레이 가능하게 만들 수 없으며 지연 시간을 개선할 수 없다는 점을 고려할 때 RTX 50 시리즈 마케팅이 기만적이라고 불렀다. 일부 리뷰어들은 심지어 농담으로 "RTX 4090 Ti"라고 부르기도 했다.

### RTX 5080
포브스의 앤서니 레더는 RTX 5080을 "RTX 4080 Super 및 4080 이하의 제품에서 괜찮은 업그레이드"라고 묘사했다. 그러나 그는 순수 성능에서 "RTX 4080 Super보다 10% 향상에 불과하다"고 비판했으며, RTX 4090은 멀티 프레임 생성이 없을 때 "꽤 빠르지만", RTX 5080은 멀티 프레임 생성이 활성화된 경우에만 RTX 4090을 간신히 앞선다고 덧붙였다.
Ars Technica의 앤드류 커닝햄은 RTX 5080이 "RTX 5090 및 RTX 4090에 이어 시장에서 세 번째로 빠른 GPU이지만 4090에는 훨씬 못 미치며, 2022년의 RTX 4080의 두 번째 리프레시와 같은 성능을 보인다"고 말했다. 그는 RTX 5080의 MSRP 999달러를 칭찬하고 "좋은 4K 카드"라고 묘사했지만, "RTX 4080 Super에 비해 거의 업그레이드가 아니다"라고 비판했다.
IGN은 RTX 5080의 전반적인 성능, 이전 모델 대비 적절한 전력 요구량 증가, 그리고 MSRP를 칭찬했지만, "매 세대 업그레이드하는 하드코어 열광자들이 보고 싶어 할 만큼의 성능 향상은 아니다"라고 지적했다. 또한, 16 GB의 VRAM은 "대부분의 사람들에게 충분한 메모리"이지만, "RTX 5080이 RTX 4090에 탑재된 24GB를 채택했으면 좋았을 텐데, 특히 이 GPU가 4K 그래픽 카드로 제시되고 있기 때문"이라고 덧붙였다.

### RTX 5070 Ti
RTX 5070 Ti는 RTX 5090 및 RTX 5080과 마찬가지로 미온적인 반응을 받았다. 이전 세대 그래픽 카드에 비해 1440P 및 4K 해상도에서 경쟁력 있는 성능으로 일반적으로 칭찬을 받았지만, 엔비디아의 MSRP 750달러에도 불구하고 카드가 일반적으로 900달러 이상으로만 구할 수 있다는 점이 가장 흔하게 비판을 받았다.
Ars Technica의 앤드류 커닝햄은 RTX 5070 Ti를 "본질적으로 RTX 4080에 DLSS 멀티 프레임 생성을 추가한 것"이라고 불렀다. 이 카드는 뛰어난 전반적인 성능과 4K 게임 가능성으로 칭찬을 받았지만, 낮은 가격 대비 성능과 평범한 성능 향상으로 비판을 받았다. TechPowerUp의 RTX 5070 Ti 리뷰는 RTX 4070 Ti에 비해 상당한 성능 향상을 발견하고, 당대의 AMD 플래그십 RX 7900 XTX 대비 성능, 새로운 DLSS 4 프레임 생성 기술, 그리고 효율성 및 성능을 칭찬했다. 그러나 부풀려진 MSRP에 대한 비판도 받았다. IGN은 RTX 5070 Ti의 성능과 RTX 5090 및 RTX 5080 대비 가치를 칭찬하며, "이전 모델보다 괜찮은 향상을 제공하는 최초의 RTX 5000 그래픽 카드일 뿐만 아니라 799달러였던 RTX 4070 Ti보다 낮은 가격으로 제공된다"고 말했다.

## 같이 보기
- 라데온 RX 9000 시리즈 - 비슷한 시기에 출시된 경쟁 AMD GPU 세대